# İdil
İdil  (Aramees: ܐܙܟ, Azech of ܒܝܬ ܙܒܕܝ, Beth Zabday) is een stad in de provincie Şırnak in het zuidoosten van Turkije. De stad is het administratieve centrum van het gelijknamige district İdil, gelegen in de historische Aramese regio Tur Abdin.

## Etymologie
De stad werd samengevoegd met de naburige stad Bezabde, wat leidde tot de alternatieve Aramese naam Beth Zabday, wat "Huis van het geschenk" betekent. In 1937 verwierp de Turkse staat de Aramese namen “Azech” en “Beth Zabday” en verving deze officieel door de huidige Turkse naam İdil.

## Geschiedenis

### Oudheid
Volgens historische bronnen werd het christendom in het jaar 52 n.Chr. door Apostel Taddeüs naar Azech gebracht. In de tweede eeuw n.Chr. wordt een bisschop genaamd Mizra vermeld. De Syrisch-Orthodoxe Kerk van Azech wordt beschouwd als een van de oudste kerken ter wereld.

### Ottomaanse Rijk
Aan het begin van de 20e eeuw werd Azech louter bewoond door Arameeërs behorend tot de Syrisch-Orthodoxe Kerk van Antiochië en de Syrisch-Katholieke Kerk. Na berichtgeving over een beginnende massamoord op christenen in Zuidoost-Anatolië vluchten een aantal gezinnen naar Brazilië in 1914, wat het begin markeerde van de Aramese diaspora in Brazilië.
Ter voorbereiding op de aanvallen van de Ottomaanse soldaten en Koerdische troepen werd er een verzetsleger opgericht de Jesus Fedai die begon met verdedigingswerken bouwen. De leider die het verzet van Azech organiseerde heet Işo Hanna Gabre, andere leden zijn: Tuma Abde Kette, Behnan Isko, Murad Hannoush, Andrawos Hanna Eliya, Yaqub Hanna Gabre en Behnam Aqrawi. De Arameeërs van Azech slaagden erin om een ondoordringbaar fort te bouwen, waardoor zij in staat waren om zichzelf te verdedigen tegen de aanvallen van het Ottomaanse leger en Koerdische stammen. 
Tijdens de Aramese Genocide, in juli 1915, vluchtten vluchtelingen uit de dorpen Esfes, Kefshenne, Kufakh, Babqqa en Khaddel naar Azech. Het dorp werd vervolgens van half augustus tot hun terugtrekking op 9 september aangevallen door Koerdische stamleden. Een expeditieleger van ongeveer 8000 Ottomaanse soldaten en Koerdische hulptroepen, werd gezamenlijk geleid door diplomaat Max von Scheubner-Richter en Ömer Naci lid van de Ottomaanse geheime dienst. Duitsland en het Ottomaanse rijk behoorden tijdens de Eerste Wereldoorlog tot de centralen, echter weigerde Von Scheubner de Duitsers bij het beleg te betrekken en de eerste aanval begon op 7 november. Na daaropvolgende aanvallen en een Aramese tegenaanval op 14 november trok het Turkse leger zich op 21 november terug.

### Turkse Republiek
In 1926 werden de inwoners van Azech beschuldigd van medeplichtigheid aan de opstand en van het bezit van wapens die ze van de Britse regering hadden ontvangen. De bevolking werd aldus ontwapend na de aankomst van 1500 Turkse soldaten en 357 mannen uit Azech en naburige dorpen, waaronder notabelen en drie priesters, werden beschuldigd van verraad, gearresteerd en opgesloten in Cizre.
Arameeërs uit Azech emigreerden begin jaren dertig naar Derik in het noordoosten van Syrië na de bouw van Franse militaire bases. Het dorp werd in 1937 verheven tot district, waarna het officieel werd omgedoopt tot İdil. Als gevolg van de Cypriotische crisis van 1963-1964 waren de Arameeërs van İdil het slachtoffer van anti christelijke rellen.

## Bevolking
Het dorp werd tot halverwege de jaren zeventig uitsluitend bevolkt door christelijke Arameeërs; dit was gedeeltelijk te wijten aan het verbod op de verkoop van eigendommen aan islamitische Koerden door de Aramese burgemeester Şükrü Tutuş. Op 17 juni 1994 werd burgemeester Tutuş vermoord en stelde de Turkse overheid per direct huizing open voor islamitische Koerden en stelden daarmee ondemocratisch een islamitische burgemeester in. Abdurrahman Abay werd burgemeester en beweerde dat hij per telegram felicitaties had ontvangen van Anwar Sadat, president van Egypte, voor de "moslimverovering van Idil".
De Aramese bevolking nam vanaf de jaren 90' drastisch af, waarna ze hun toevlucht voornamelijk zochten in het westen.
De recente bevolkingsontwikkeling van de stad is weergegeven in onderstaande tabel.
| 2013   | 2017   | 2021   |
| ------ | ------ | ------ |
| 25.633 | 27.544 | 30.271 |

## Bekende mensen
- Cyril George, Syrisch-Orthodoxe aartsbisschop van Azech (1847†)[2][7]